# Стадион в Олимпии
Стадион в Олимпии (греч. Στάδιο αρχαίας Ολυμπίας, англ. Stadium at Olympia) — древнегреческий стадион в Олимпии (Греция), остатки которого находятся на археологическом участке Олимпии и расположены к востоку от храма Зевса, за пределами святилища Алтиса. Здесь проходили многие спортивные соревнования Античных Олимпийских игр, а также женские Герейские игры.

## История
Всего в Олимпии стадион на протяжении всей своей истории и по мере расширения заповедной зоны и Игр был построен трижды, постепенно перемещаясь, пока он не достиг своего нынешнего местоположения в 400-х годах или самое позднее в 300-х годах до нашей эры.
Изначально стадион был построен на ранних этапах Олимпийских игр в 776 году до нашей эры и представлял в это время простую плоскую беговую дорожку. Он был расположен в районе теменосе в Олимпии или Алтисе, недалеко от Пелопиона и алтаря Зевса. Стадион располагался с восточной стороны от них в направлении востока. Зрители могли наблюдать за забегами со склонов холма Кроноса.
Первый настоящий стадион (Стадион I) был построен в архаический период в середине VI века до нашей эры. Он был сформирован путём выравнивания территории к югу от холма Кроноса внутри Алтиса. Западная короткая сторона стадиона была обращена к алтарю Зевса, которому были посвящены Игры, а сам стадион был расположен в направлении востока от него, мимо ряда сокровищниц.
В конце VI века до нашей эры к востоку от своего предшественника был построен новый стадион (Стадион II) с ипподромом, выходящим за линию сокровищниц дальше на восток. Естественный склон с северной стороны стадиона служил зрительными местами. А вдоль южной стороны был сооружён искусственный склон высотой три метра.
Окончательную форму (Стадион III) стадион получил в V веке до нашей эры когда был перенесён во второй раз на 82 метра на восток и 7 метров на север, оказавшись на своём нынешнем месте за пределами территории святилища. Зрительный места несколько раз расширяли, искусственная насыпь становилась все больше и больше. Строительства Портика Эхо в середине IV века до нашей эры навсегда отделили территорию стадиона от заповедной зоны. В то же время можно увидеть, что характер Игр изменился с чисто религиозного мероприятия на более светское спортивное мероприятие. Стадион был реконструирован и отремонтирован во времена Римской империи.
К середине VII века до нашей эры, перед входом в Портик Эхо стадиона началось строительство 16 колонн с бронзовыми статуями в честь Зевса. Деньги на его строительство пошли за счёт штрафов, наложенных на спортсменов, не соблюдающих правила. Есть записи о спортсмене, который подкупил трех бойцов, и еще одного, который отказался от своего последнего забега. Кроме того, в них фигурировало имя спортсмена и город его происхождения. Но данных к настоящему времени не сохранилось.
В начале XIX века стадион был обнаружен в результате систематических археологических раскопок в Олимпии. Он был полностью раскопан между 1952 и 1956 годами, а затем восстановлен до нынешнего вида. В 1989 году археологические раскопки Олимпии, включая стадион, были внесены ЮНЕСКО в список Всемирного наследия.

## Стадион

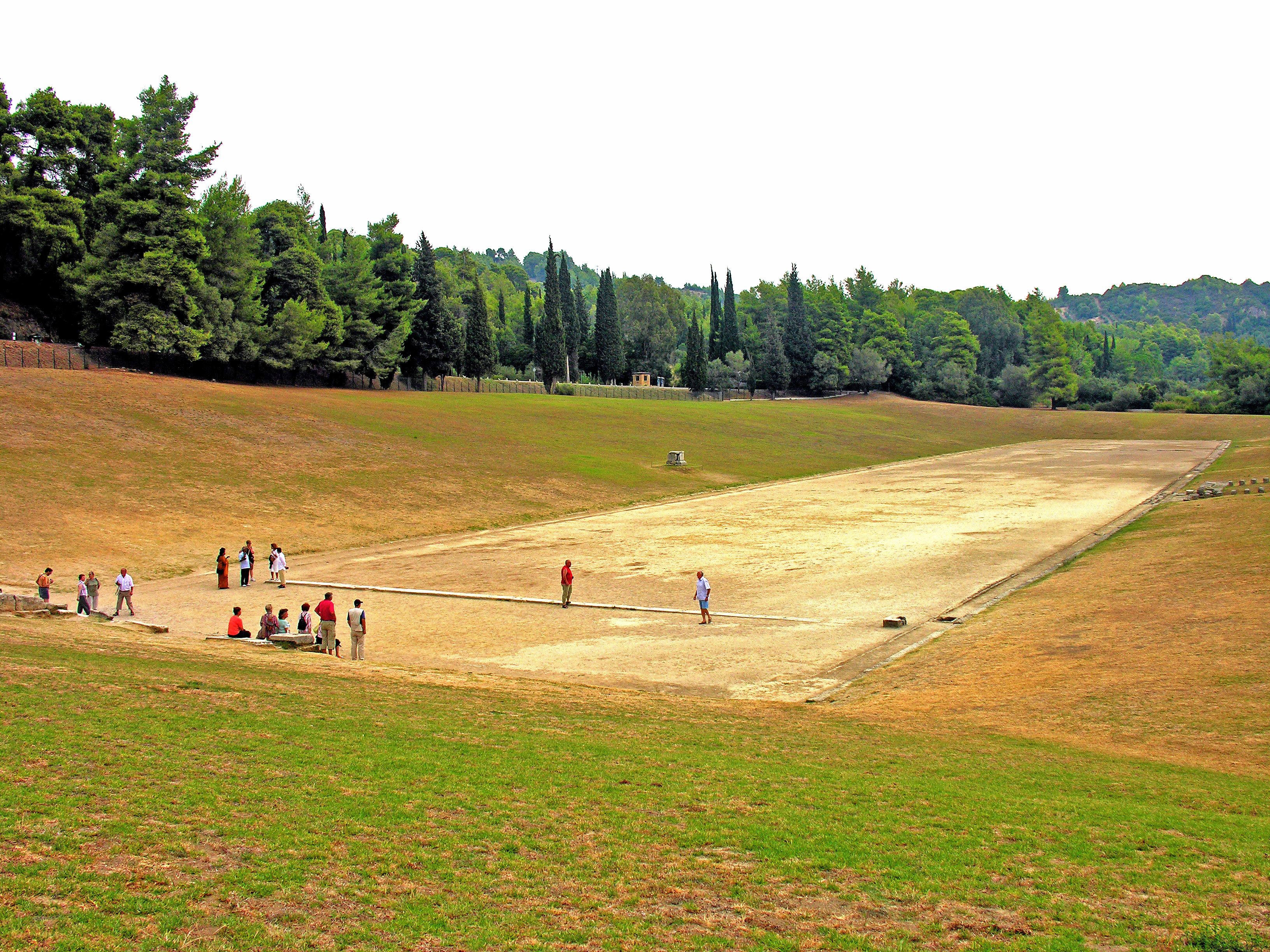
Современный вид стадиона.
Слева северный склон, а справа южный.

Ниже описана конструкция последнего, третьего стадиона, в основном такой какой она была в конце Игр и расположенным на его нынешнем месте.
Стадион состоял из прямоугольного спортивного поля, построенного примерно в направлении восток-запад. Его размеры составляли 212,54 метров в длину и 30—34 метров в ширину. Покрытие было сделано плотно утрамбованной глины и использовалась в качестве сцепления для участников в беговых дисциплинах. В одном конце стадиона располагались белые каменные блоки для выравнивания всех спортсменов перед стартом чтобы все они бежали одинаковую дистанцию, куда бегуны ставили ноги перед стартом. Длина беговой дорожки, то есть расстояние от линии старта до линии финиша, составляет 192,27 метра. Это сформировало беговую дистанцию — стадий, и размер стадиона при беге по стадиону. На более раннем стадионе это расстояние составляло около 186 метров.
На южном склоне находилась каменная площадка, экседра, на которой сидели элланодики (судьи на играх). Напротив них на северном склоне находился мраморный алтарь Деметры. У алтаря располагались жрицы Деметры, они были единственными женщинами, которым разрешалось наблюдать за мужскими забегами. Стадион соединен с храмом арочным каменным переходом. Вместимость стадиона составляла 45—50 тысяч зрителей. Обычные зрители сидели на земле. У важных чиновников были каменистые сиденья. Во времена Римской империи в зрительном зале могли быть деревянные скамейки.
К юго-западном стадиону из остальной части заповедной зоны на северной стороне вёл узкий каменный сводчатый коридор (крипта) длиной 32 метра начинавшийся от Портика Эхо. Он был построен в конце 200-х годов до нашей эры и служил, по крайней мере, входом для спортсменов. В римские времена на его западном конце был построен монументальный вход.
Спортивная площадка была окружена бордюрами и каменным дренажем и канализацией для дождевой воды. Колодцы более раннего стадиона, которые позже были перемещены на данный стадион, были приняты как ямы для подарков по вотиву, поскольку, судя по находкам, в них было брошено большое количество различных вотивных предметов.

## Соревнования
Во время Античных Олимпийских игр стадион принимал беговые виды спорта (на дистанцию, двойной, долгий, в полном вооружении), прыжки в длину, метание копья и диска, борьбу, бокс и панкратион.
Во время летних Олимпийских игр 2004 года здесь проводились соревнования по толканию ядра.

## Галерея

Основные элементы стадиона
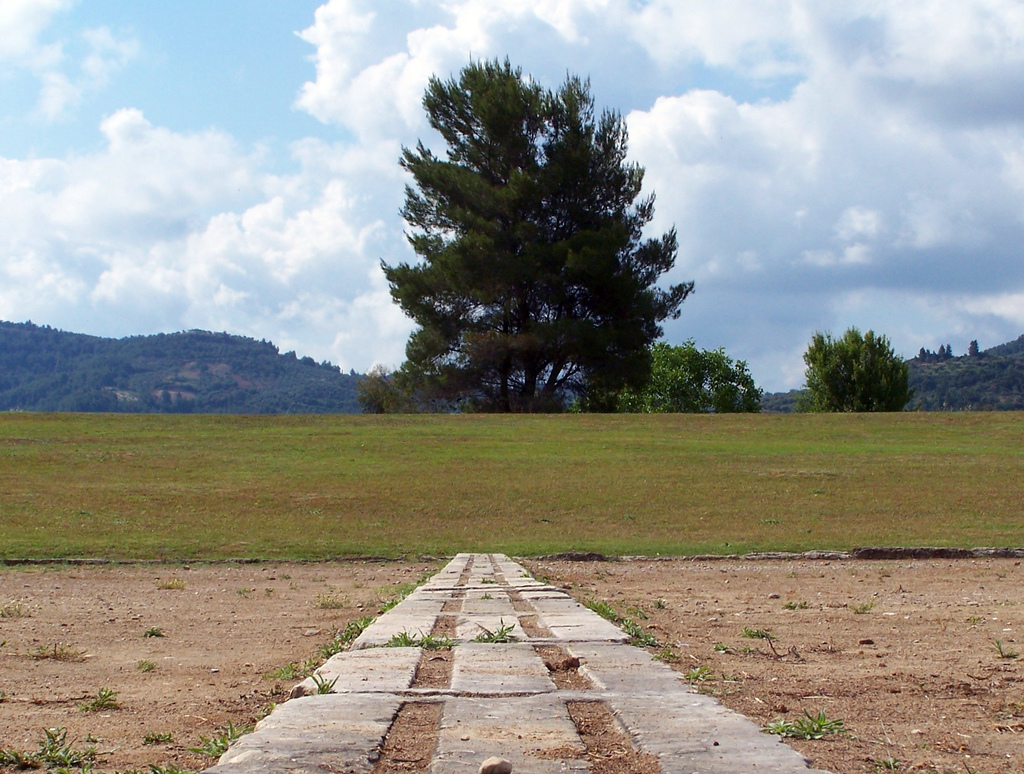
Белые блоки, куда спортсмены ставили ноги, готовясь к забегу
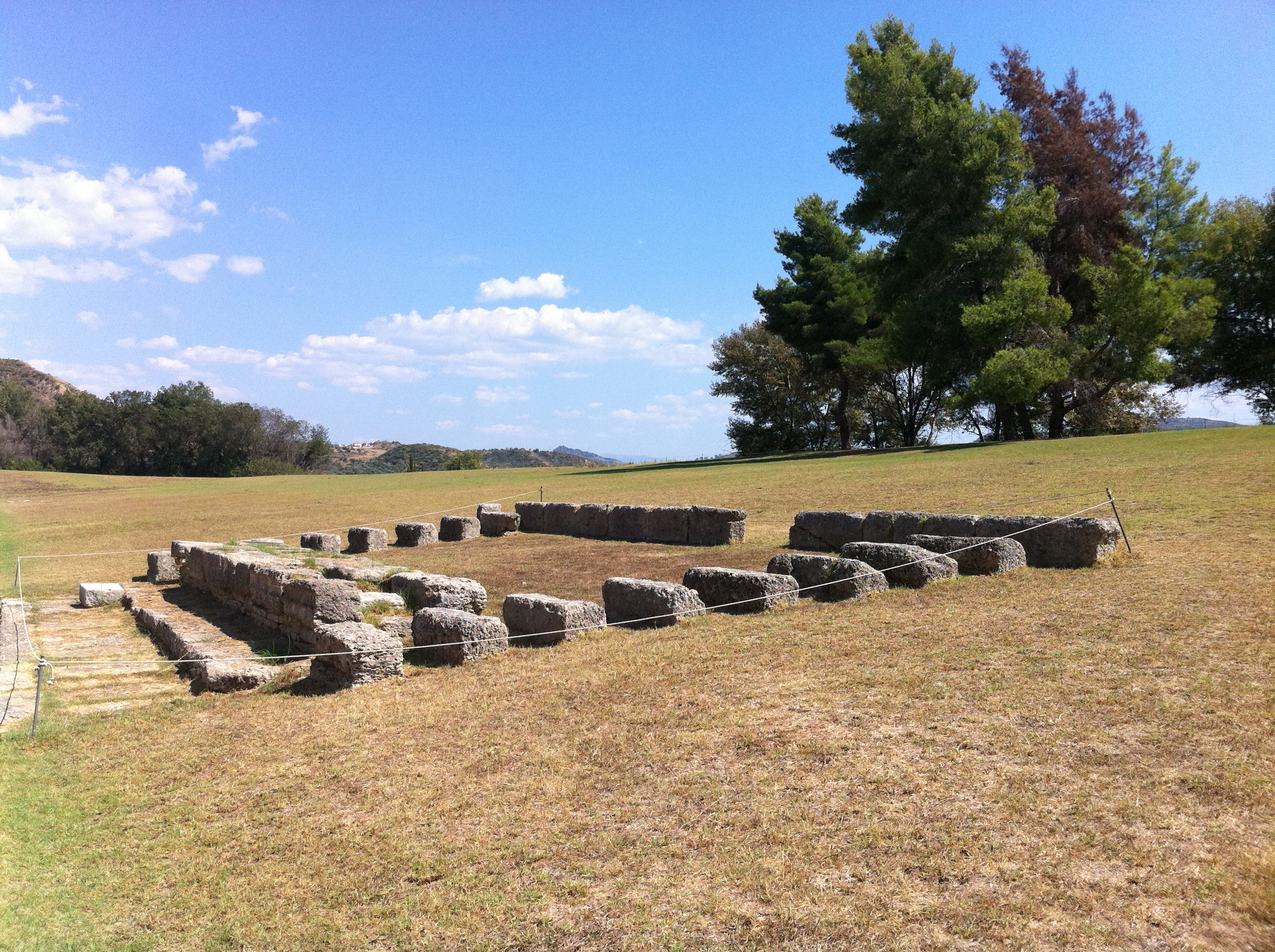
Экседра (каменная площадка), на которой сидели элланодики (судьи)
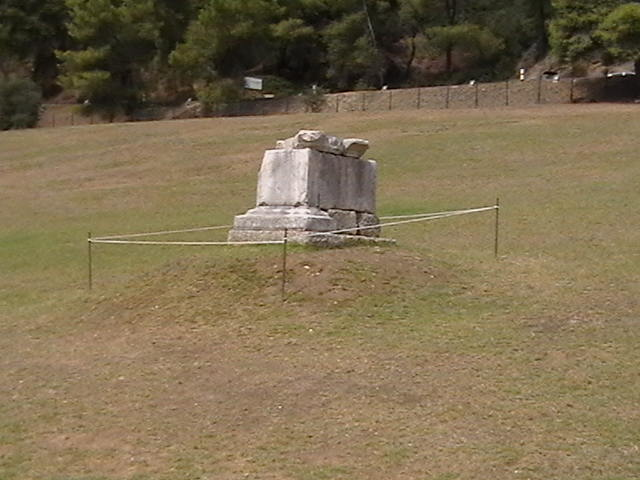
Алтарь Деметры
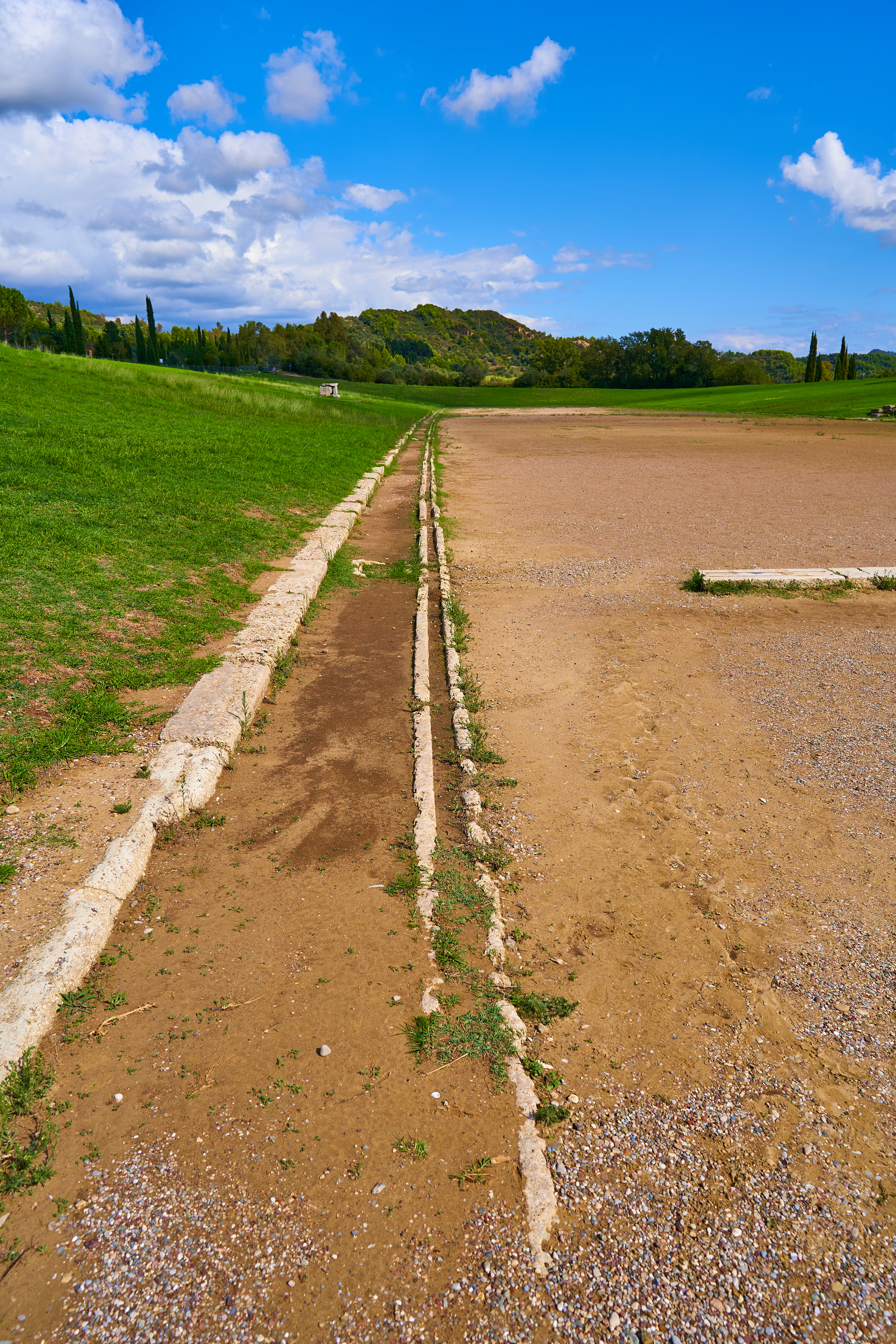
Предположительно дренажная система

Каменный сводчатый коридор и подход к нему
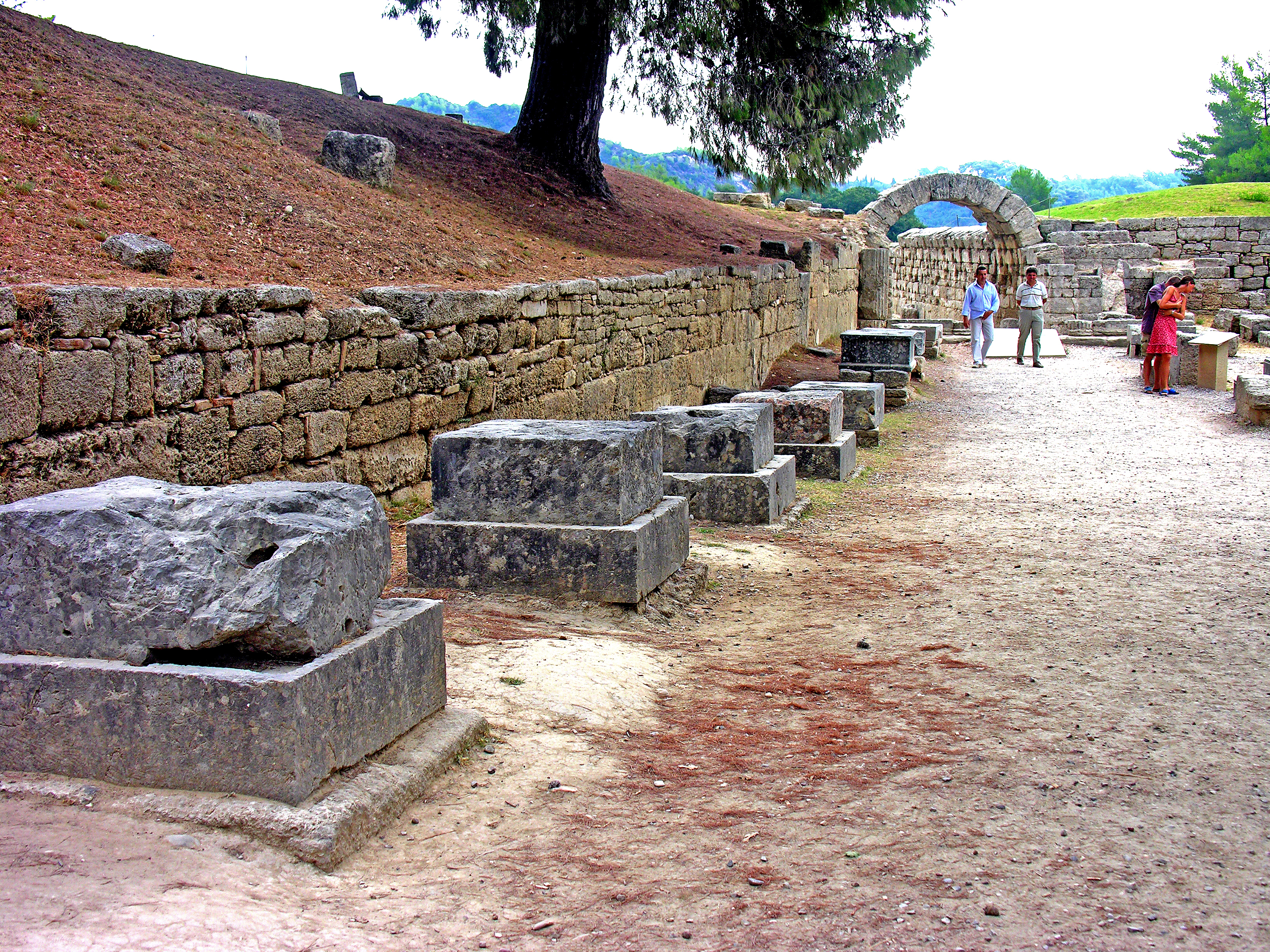
Остатки 16 колонн с бронзовыми статуями в честь Зевса
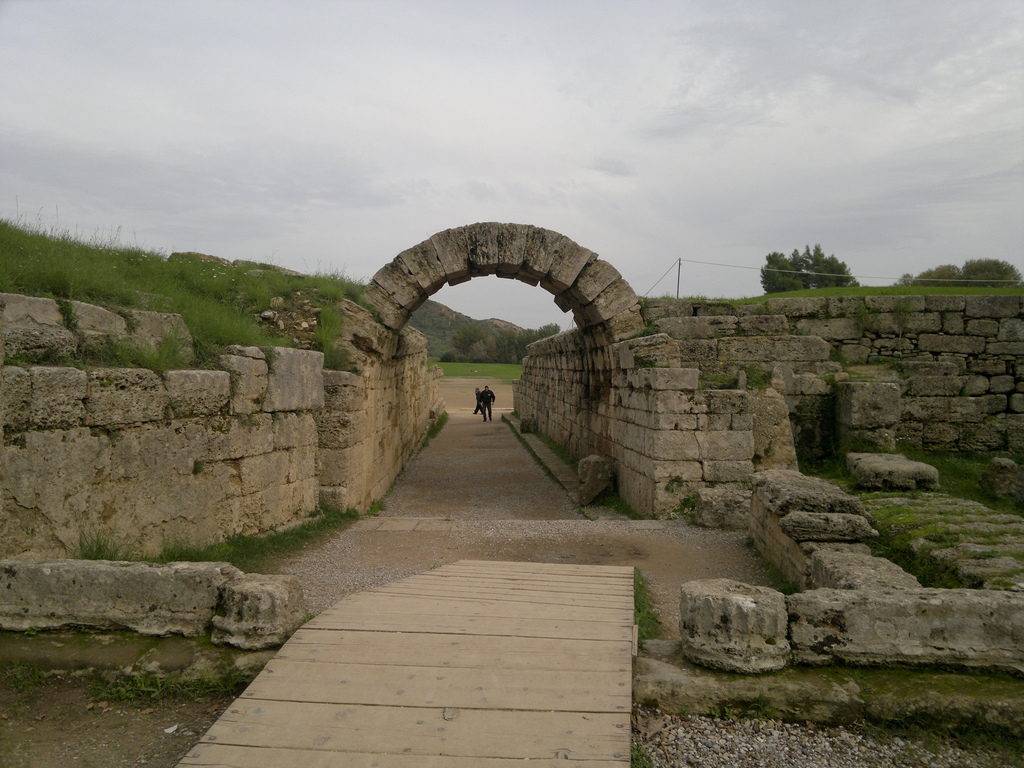
Подход к коридору. Справа виднеется Портик Эхо
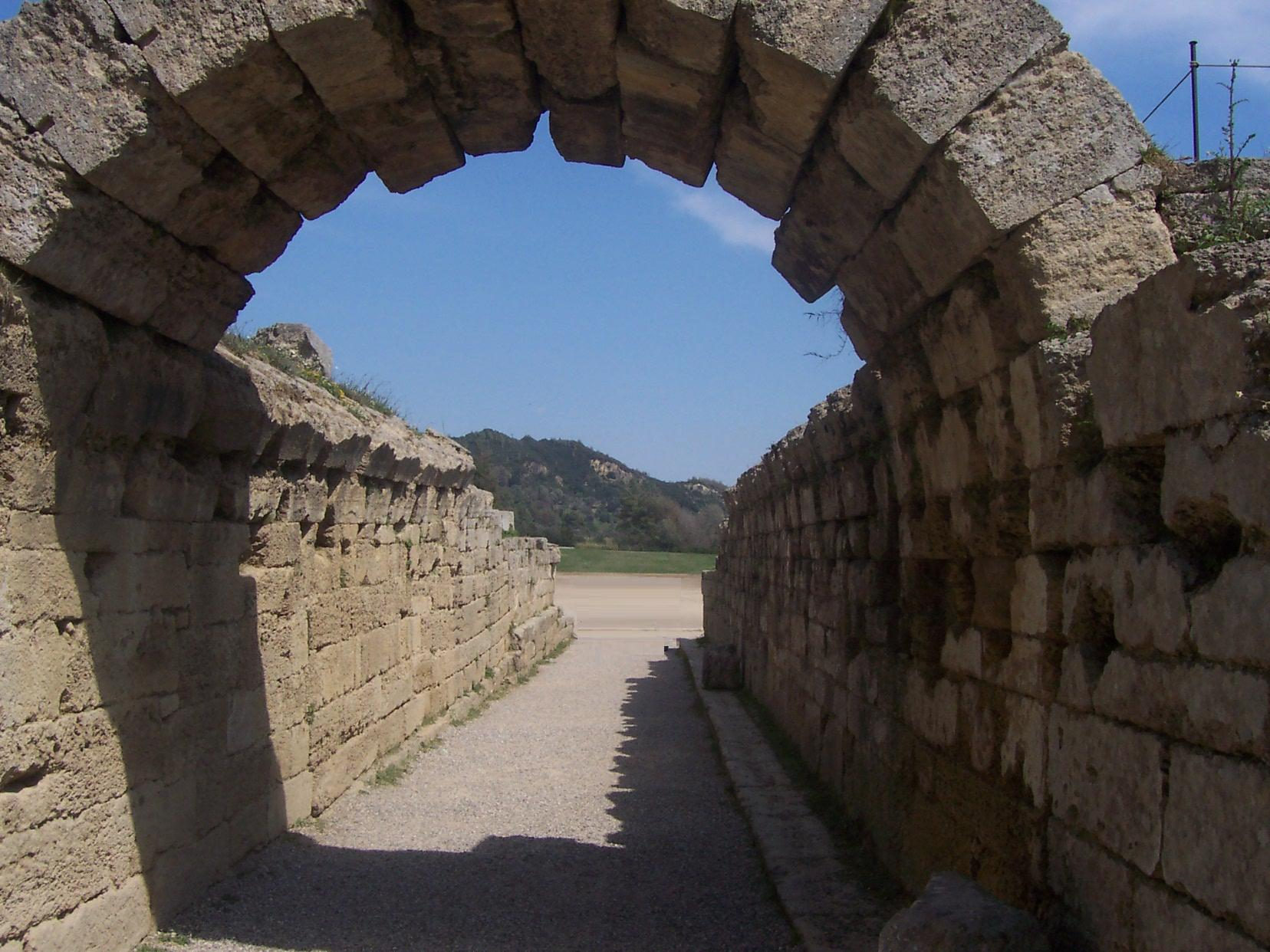
Сводчатый туннель, ведущий на стадион
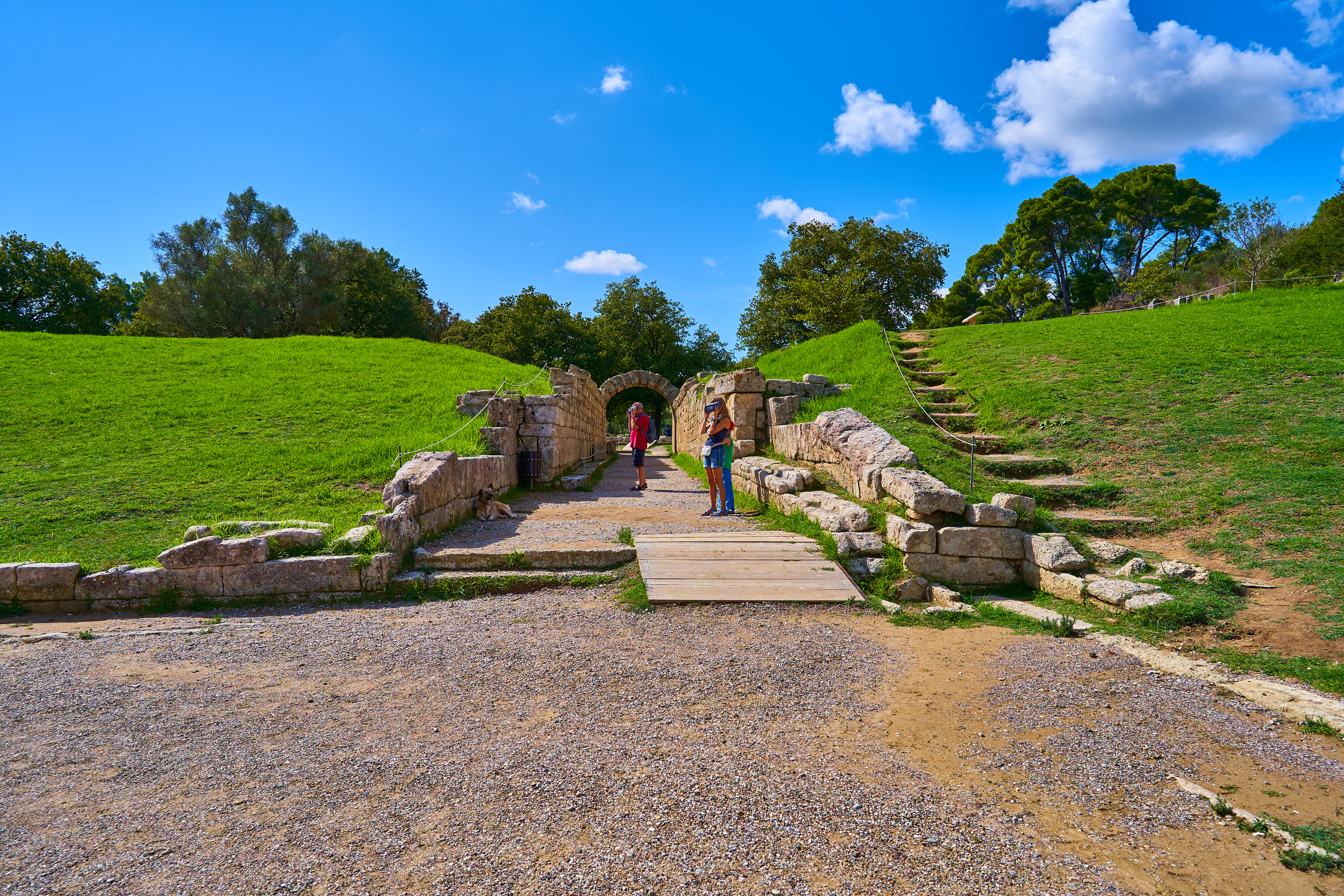
Вход на стадион (вид со стороны стадиона)